# روی بریگز
روی بریگز (انگلیسی: Roy Briggs؛ 1 November 1920 – ۱۹۹۵ (۷۴−۷۵ سال)) بازیکن فوتبال اهل بریتانیا بود.
از باشگاه‌هایی که در آن بازی کرده‌است می‌توان به باشگاه فوتبال منزفیلد تاون اشاره کرد.